# Lagarosolen hechiensis
Lagarosolen hechiensis là một loài thực vật có hoa trong họ Tai voi. Loài này được Y.G.Wei, Y. Liu & F. Wen mô tả khoa học đầu tiên năm 2008.